# Hellmuth Marx

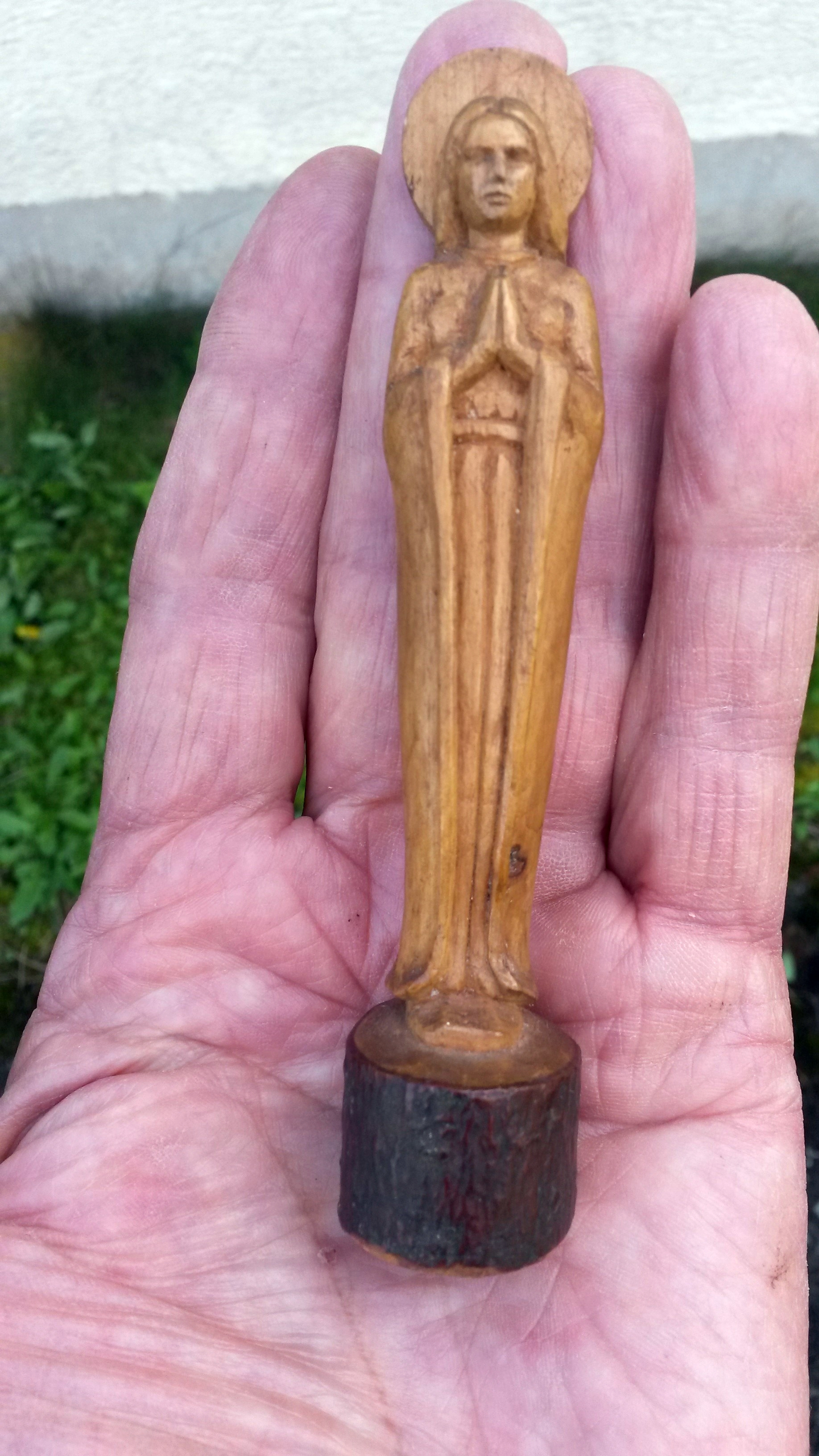
Miniatura – Madonna, 1942

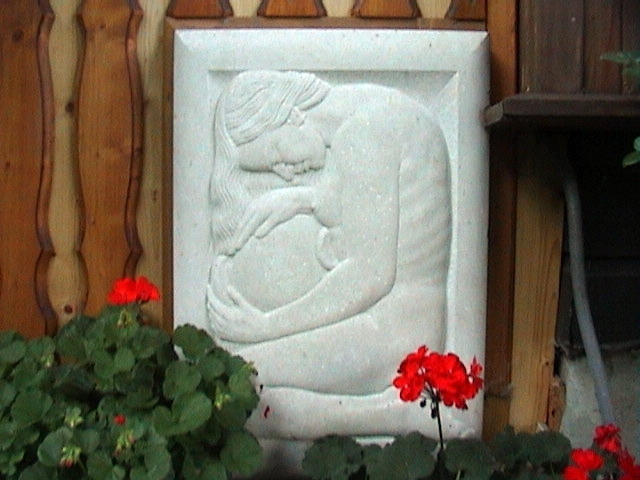
Relief „Klęcząca Panna”

Hellmuth Marx (ur. 17 czerwca 1915 w Linzu, zm. 1 stycznia 2002 tamże) – austriacki rzeźbiarz.

## Życiorys
Marx urodził się w Linzu nad Dunajem jako najmłodsze z pięciorga dzieci cesarsko-królewskiego oficera, Victora Marxa z Grazu (1870–1928). Matka, Clara Marx z domu Pichler (1876–1948), pochodziła z Oberdrauburga (Gasthof Post). Od 1926 roku uczęszczał do szkoły średniej w Grazu. W czerwcu 1933 zdał maturę w Marieninstitut.
Od roku 1933 przez siedem semestrów studiował architekturę na Politechnice w Grazu. Jednocześnie uczęszczał do Styryjskiej Krajowej Szkoły Sztuk Pięknych (Landeskunstschule), gdzie był słuchaczem profesorów: Daniela Pauluzziego, Alfreda Wickenburga i Fritza Silberbauera. Miał tam nawet możliwość studiowania u Wilhelma Gössera, dyrektora mistrzowskiej klasy rzeźby w drewnie i kamieniu.
Na przełomie 1938/1939 został wcielony do Wehrmachtu. Służbę rekrucką pełnił w Klagenfurcie, następnie pełnił służbę frontową w Laponii, Finlandii i w Norwegii aż po rejon do Narwiku. W czasie przerwy w odbywaniu służby wojskowej od maja 1939 do stycznia 1940 roku był wolnym słuchaczem Powszechnej Szkoły Rzeźby w Akademii Sztuk Pięknych w Wiedniu. Został też zapisany, dzięki urlopowi dziekańskiemu, na semestr zimowy 1941/1942.
Na przełomie 1946/1947 wrócił do Wiednia, do Akademie am Schillerplatz, do klasy mistrzowskiej rzeźby pod kierunkiem Josefa Müllnera. W 1948 roku z matką i dwiema siostrami zamieszkał w Heiligenblut. Tam też zaczął pracować jako niezależny twórca.
Zmarł w Lienzu 1 stycznia 2002.

## Dzieła
Hellmuth Marx tworzył dzieła realistyczne. Inspiracją jego – głównie rzeźbiarskiej – twórczości było ludzkie ciało. Ponadto uprawiał malarstwo (przede wszystkim akt) i fotografię.